# Nava de Béjar
Nava de Béjar település Spanyolországban, Salamanca tartományban. Nava de Béjar Ledrada, Fuentes de Béjar, La Cabeza de Béjar, Santibáñez de Béjar és Sorihuela községekkel határos. Lakosainak száma 74 fő (2024).

## Népesség
A település népessége az elmúlt években az alábbi módon változott:
| Lakosok száma | 119  | 113  | 115  | 110  | 110  | 105  | 96   | 94   | 82   | 74   |
|               | 2001 | 2004 | 2007 | 2009 | 2012 | 2014 | 2017 | 2019 | 2022 | 2024 |